# Нікея (міфологія)
Нікея [naɪˈsiːə] nye-SEE-ə) або Нікейя (дав.-гр. Νίκαια, трансліт. Нікея,вимовляється [nǐːkai̯a]) — у грецькій міфології німфа-наяда («німфа Астакід», як згадує Нонн) джерела або фонтану давньогрецької колонії Нікея у Віфінії (у північно-західній частині Малої Азії), або богиня прилеглого озера Асканій. Вона — донька річкового бога Сангаріуса та богині-матері Кібели. Від бога вина Діоніса вона народила Телету (втілення посвячення) і Сатира, а також інших дітей.

## Міфологія

### Сюжет Ноннуса
Нікея була мисливицею, відданою богині Артеміді з Астасії, присяжною дівою, яка не знала Афродіти, богині кохання. Ерос уразив стрілою молодого пастуха на ім'я Гімнус («гімн»), змусивши його закохатися в неї. Одного разу Гімнус, нарікаючи на своє нещастя, викрав мисливське спорядження Нікеї: її стріли, сіті, спис і сагайдак. Нікея знайшла його, і він наполягав на тому, щоб вона вистрілила йому в серце, щоб звільнитися від болю нерозділеного кохання. Розгнівана Нікея послухалася і виконала його бажання.
Гімнус був дуже оплакований; Адрастея сповістила Афродіту та Ерота про вчинок Нікеї. Потім Ерос знайшов Діоніса і влучив у нього однією зі своїх любовних стріл; як тільки Діоніс побачив Нікею, що купалася неподалік від нього, він миттєво закохався і не мав нічого іншого на думці, окрім неї. Він намагався залицятися до неї, але марно:
Я не бажаю навіть твого Крона називати «добрим батьком». Шукай іншу, Бахусе, якусь нову наречену, яка не буде заперечувати. До чого такий поспіх? Ці перегони не для тебе, щоб перемогти; так Латоїд колись переслідував Дафну, так Гефест Афіну. Нащо так поспішати? Марні ці перегони, бо серед каміння набагато краще ходити в шкурі, ніж в сандалях.
Одного разу Нікея, спрагла, напилася з солодкого джерела, не знаючи, що Діоніс перед тим наповнив його вином, і миттєво сп'яніла. Побачивши, що в очах двоїться, Нікея прилягла відпочити. Тоді Ерос вказав Діонісу, де вона лежала, і той, скориставшись її безпорадністю, примусив її до близькості. Коли вона прокинулася і зрозуміла, що сталося, вона була в розпачі; плачучи, вона думала про самогубство і шукала Діоніса, бажаючи заподіяти йому шкоду, але так і не знайшла його.
Від цього зґвалтуваня Нікея зачала Телету. Після народження доньки Нікея хотіла вкоротити собі віку через повішення. Хоча збережені розповіді не повідомляють, чи робила вона інші спроби самогубства, вона дожила до того, як Авра, інша німфа, зґвалтована і запліднена Діонісом у такий самий спосіб, почала народжувати і народила Іакха, як описано в «Діонісіаці» Ноннуса. Після того, як Діоніс зґвалтував Авру, Нікея висловила співчуття нещасній богині, бо сама зазнала того ж, і нарікала на те, що вона більше не може блукати лісами з луком і стрілами через свою нещасливу долю.
Після того, як Авра народила близнюків, у своєму божевіллі вона вбила і з'їла одне немовля. Артеміда врятувала іншого, Іакха, а Діоніс віддав його Нікеї, щоб його годувала.
На честь своєї жертви Діоніс назвав місто Нікея.

### Сюжет Мемнона
За Мемноном Гераклейським, Нікея була німфою-наядою, дочкою Кібели та річкового бога Сангаріуса, яка віддала перевагу своїй незайманості стосункам з чоловіками. Діоніс залицявся до неї, але вона постійно відкидала його залицяння; тоді Діоніс замінив воду в джерелі, з якого вона пила, вином. Нікея, нічого не підозрюючи, пила звідти. Так сп'яніння і сон оволоділи нею, і Діоніс зґвалтував її. Від Діоніса вона народила Сатира і (після примирення з ним?) інших синів. На її честь було названо місто Нікея, нині відоме як Ізнік у Туреччині.